# Vareforsyningsloven
Vareforsyningsloven, lov 406 af. 3.8.1940, blev vedtaget af Landstinget og Folketinget i 1940. Loven gav den danske handelsminister lov til at rationere mængden af varer og bestemme hvem der måtte købe dem. Valutacentralen blev nedlagt, og herefter oprettedes Direktoratet for Vareforsyning. Loven gav handelsministeren adgang til bl.a. gennem Varedirektoratet at gribe ind i landets pengevæsen valutapolitik, udenrigshandel, varefordeling, forbrug og produktion. I 1960 blev alle direktoratets opgaver overført til Handelsministeriets Licenskontor.